# 세그헐롬구

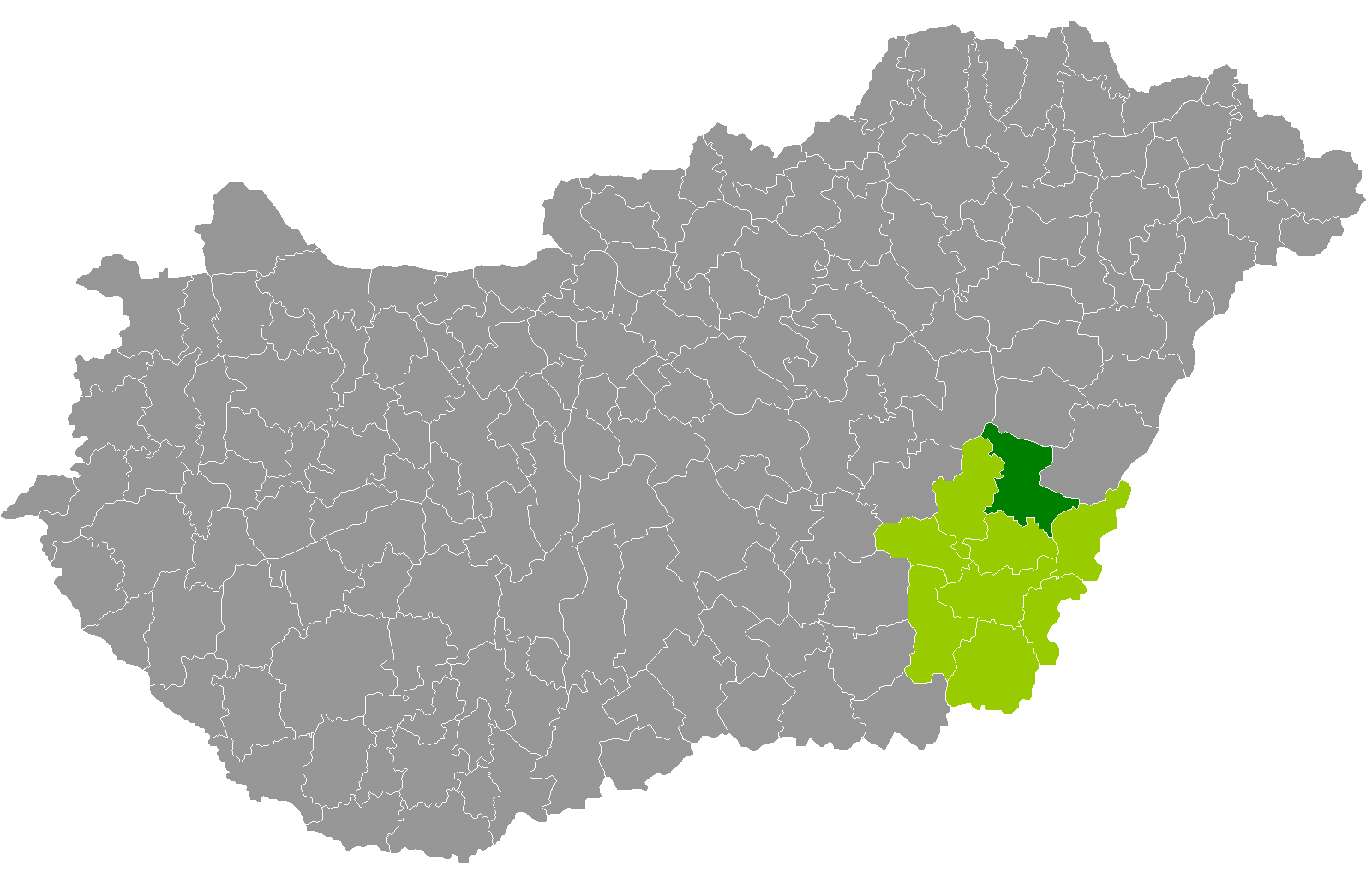
베케시주 지도에 표시된 세그헐롬구의 위치

세그헐롬구(헝가리어: Szeghalmi járás)는 헝가리 베케시주에 위치한 구로 구청 소재지는 세그헐롬이며 면적은 714.19km2, 인구는 29,709명(2011년 기준), 인구 밀도는 42명/km2이다.
북쪽으로는 허이두비허르주 퓌슈푀클러다니구, 동쪽으로는 셔르커드구, 허이두비허르주 베레초우이펄루구, 남쪽으로는 베케시구, 서쪽으로는 조머엔드뢰드구, 야스너지쿤솔노크주 커르처그구와 접한다. 7개 지방 자치체(4개 시, 3개 마을)를 관할한다.

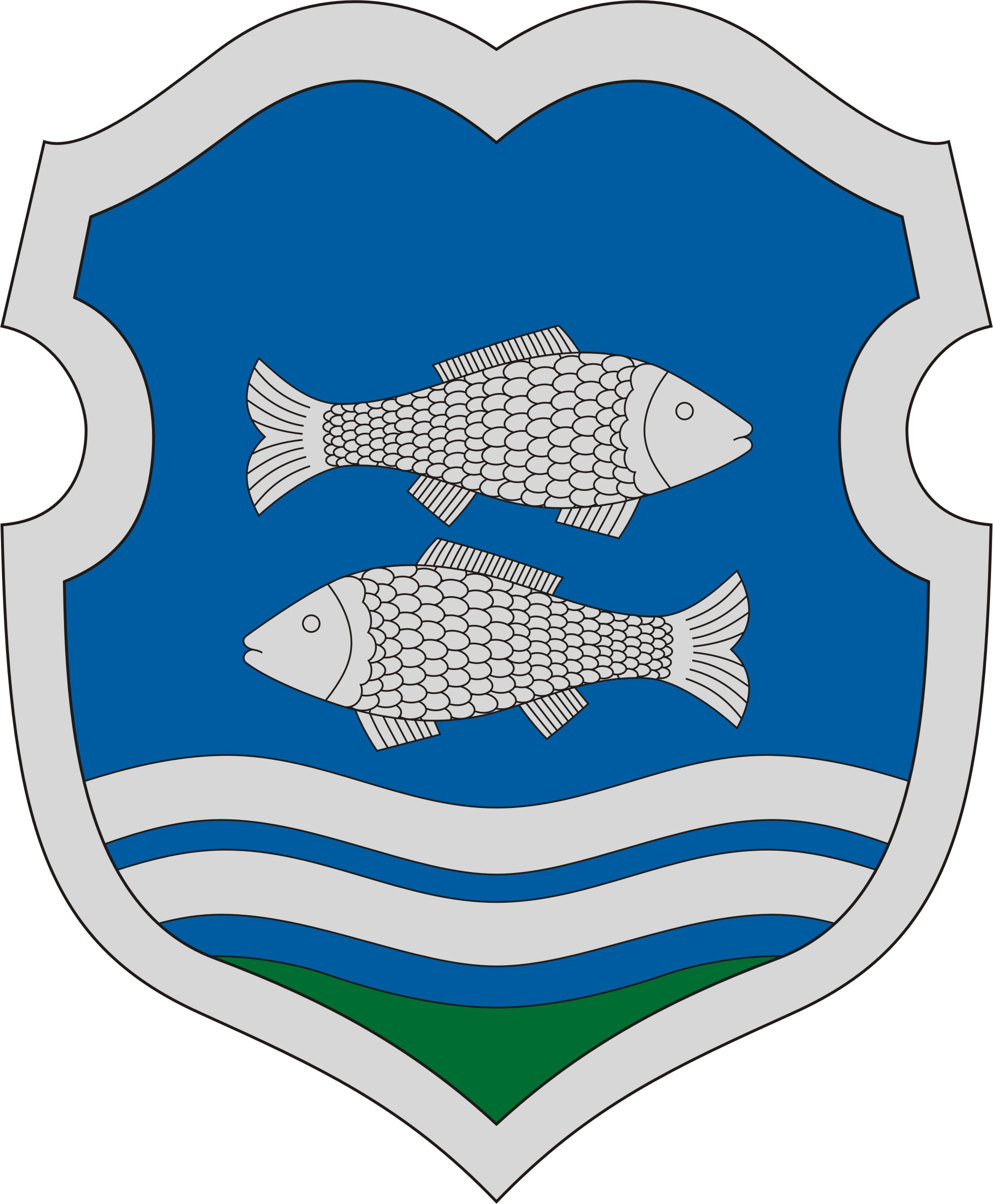
구 문장